# NGC 3809
NGC 3809 est une galaxie lenticulaire située dans la constellation de la Grande Ourse. NGC 3809 a été découverte par l'astronome prussien Heinrich d'Arrest en 1866.

## Caractéristiques
Sa vitesse par rapport au fond diffus cosmologique est de 3 587 ± 51 km/s, ce qui correspond à une distance de Hubble de 52,9 ± 3,8 Mpc (∼173 millions d'al).
NGC 3809 présente une large raie HI. Selon la base de données Simbad, NGC 3809 est une galaxie active contenant un blazar.

## Groupe de NGC 3963
La galaxie NGC 3809 fait partie d'un groupe de galaxies qui compte au moins huit membres, le groupe de NGC 3963. Sept galaxies de ce groupe sont indiquées dans un article publié par A.M. Garcia en 1993, soit NGC 3770, NGC 3809, NGC 3894, NGC 3895, NGC 3958, NGC 3963 et UGC 6732.
Abraham Mahtessian mentionne aussi ce groupe dans un article publié en 1998 en y ajoutant la galaxie NGC 3835A désignée comme 1144+6034 pour CGCG 1144,6+6034. Dans cet article, UGC 6732 est désigné comme 1142+5915 pour CGCG 1142,8+5915.